# Piptadenia flava
Piptadenia flava är en ärtväxtart som först beskrevs av Dc., och fick sitt nu gällande namn av George Bentham. Piptadenia flava ingår i släktet Piptadenia och familjen ärtväxter. Inga underarter finns listade i Catalogue of Life.